# 八戸市立町畑小学校
八戸市立町畑小学校（はちのへしりつ まちばたけしょうがっこう）は、青森県八戸市大字大久保にある公立小学校。2020年（令和2年）5月1日時点の児童数は195名。

## 沿革
- 1897年（明治30年）
  - 12月11日 - 三戸郡湊村立清水小学校町畑分教場として開校。
  - 日付不明 - 清水小学校が白銀尋常小学校に改称されたため、白銀尋常小学校町畑分教場と改称。
- 1898年（明治31年）6月22日 - 校舎新築。
- 1923年（大正12年） - 現在地に校舎移転する。
- 1929年（昭和4年）5月1日 - 湊町と八戸町が合併した八戸市誕生により、八戸市白銀尋常小学校町畑分教場と改称。
- 1941年（昭和16年）4月1日 - 国民学校令により、白銀国民学校町畑分教場と改称。
- 1947年（昭和22年）4月1日 - 学校教育法施行により、八戸市立白銀小学校町畑分教場と改称。
- 1951年（昭和26年）
  - 4月1日 - 八戸市立町畑小学校に昇格。
  - 9月27日 - 美保野分校開設。
- 1955年（昭和30年）4月1日 - 美保野分校が、独立し、美保野小学校となる。
- 1975年（昭和50年）6月 - 校地の整地完了。
- 1976年（昭和51年）
  - 4月2日 - 新校舎が完成し、引越作業実施。
  - 11月2日 - 新校舎落成と開校80周年記念をの両式典挙行。
- 1977年（昭和52年）- 開校80周年となる。
- 1978年（昭和53年）- 増築校舎落成記念式典挙行・祝賀会開催。
- 1981年（昭和56年）- 新体育館完成。
- 1985年（昭和60年）- 校地内通学路の舗装工事が完了。
- 1986年（昭和61年）- 第1回町小バザーを開催。バザー収益により図書室の整備が完了。
- 1989年（平成元年） - プールが完成し、プール開きを行う。
- 1994年（平成6年）12月28日 - 21時19分頃に発生した三陸はるか沖地震で被害を受ける。
- 1996年（平成8年）3月 - 土留めの修復工事・渡り廊下工事完了。渡り廊下修復のため現在のパソコンルームが縮小される。
- 1997年（平成9年） - 開校100周年記念式典と祝賀会を挙行。記念行事として、「体育館ステージ幕新調」・「校長室耐火書庫購入」や「児童会の歌『光り輝くまちばたけ』」を児童会の子どもたちが作成した。
- 2010年（平成22年） - 耐震検査実施の結果、校舎耐震補強工事と理科室新築。
- 2011年（平成23年）3月11日 - 14時46分頃に発生した東日本大震災（東北地方太平洋沖地震）で被災。また、本校内に避難所を5日間開設した。
- 2017年（平成29年） - 開校120周年記念式典と祝賀会挙行。記念行事として、「児童用靴箱新調」、「各種記念行事実施」と「記念音楽会（大湊自衛隊音楽隊）」を開催した。
- 2020年（令和2年）4月1日 - 美保野小学校を統合[2]。

## 学区
- 町畑・第二桜ヶ丘・桜ヶ丘1丁目～4丁目・美保野地区

## アクセス
- 八戸市営バス「P50」・「C5」・「3」の各系統で、「町畑小学校前」バス停下車（詳細は八戸市営バスホームページを参照）。

## 周辺
- 町畑地区集会所
- 社会福祉法人桜友会小久保保育園 - 進学前保育園

## 参考資料
- 『青森県教育史 別巻』（青森県教育委員会・1973年12月20日発行）「学校沿革 小学校」
  - 720頁「町畑小学校」
  - 720頁「美保野小学校」
  - 719頁～720頁「白銀小学校」